# Rue de Montmorency
Pour les articles homonymes, voir Montmorency.
Ne doit pas être confondu avec Villa Montmorency, Avenue de Montmorency ou Boulevard de Montmorency.
La rue de Montmorency est une rue du 3e arrondissement de Paris, dans le quartier du Marais.

## Situation et accès
Cette rue prend naissance rue du Temple et se termine à hauteur du 212, rue Saint-Martin.
Ce site est desservi par les stations de métro Arts et Métiers et Rambuteau.

## Origine du nom
La rue porte le nom d’une des plus importantes familles du Marais de la Renaissance, les Montmorency qui y ont eu leur hôtel jusqu'au milieu du quatorzième siècle.

## Historique
La rue de Montmorency est ouverte au XIIIe siècle lors du lotissement des terres du prieuré Saint-Martin-des-Champs (actuel Conservatoire national des arts et métiers) créant le quartier du bourg Saint-Martin-des-Champs.
Cette voie résulte de la réunion de deux rues :
- La partie située entre les rues Saint-Martin et Beaubourg était nommée, dès le XIVe siècle, « rue du Seigneur de Montmorency ».
- La partie située entre les rues Beaubourg et du Temple était, en 1328, la « ruelle au Villain ». Elle s'est nommée « rue Cour-au-Villain », par corruption de « Courtauvillain », avant de prendre en 1768 son nom actuel[1].

Elle est citée sous le nom de « rue Courtau villain », pour une partie, et « rue de Montmorency ». Pour une autre partie, dans un manuscrit de 1636 dont le procès-verbal de visite, en date du 22 avril 1636, indique : « pleine de boues et d'immundices ».
Débaptisée pendant la Révolution française, la rue de Montmorency devient, jusqu'en 1806, la « rue de la Réunion », du nom que portait la section où elle est située.

## Bâtiments remarquables et lieux de mémoire
La rue de Montmorency est assez représentative des rues anciennes du cœur de Paris. Elle y abrite une des plus vieilles maisons de la ville.
- Au no 5 s'est élevé un hôtel particulier où Marie-Madeleine de Castille et Nicolas Fouquet vécurent de 1651 à 1658. Elle lui avait apporté en dot ce vaste ensemble situé dans la paroisse Saint-Nicolas-des-Champs, au coin des futures rues Michel-le-Comte, du Temple et de Montmorency. Cet hôtel particulier a appartenu jusqu'en 1624 à la famille de Montmorency. Nicolas Fouquet a été nommé par Anne d'Autriche surintendant des finances en 1653. Théophile de Viau y séjourna également. Une fontaine néoclassique est encore visible dans le jardin de l’actuel hôtel Thiroux de Lailly, souvent appelé Hôtel de Montmorency. Moyse Blien y séjourna en 1755.
- No 6 : porche Louis-Philippe. La chanteuse Lio, Joseph Morder et Robi Morder y ont habité. De 2000 à 2006 y a vécu et travaillé la peintre iranienne Zohreh Eskandari.
- No 8 : madame de Sévigné y habita de 1676 à 1677.
- No 10 : s'y trouvait une imprimerie, La Ruche ouvrière, fondée après la Seconde Guerre mondiale par Yervant Aprahamiant (vers 1900-1972) qui était en étroite relation avec les libertaires espagnols, bulgares, italiens, français et russes, et plus particulièrement avec Nestor Makhno et Voline. L’imprimerie dont il est le gérant adopte la forme d'une coopérative ouvrière. De nombreux tracts, affiches, journaux, brochures et livres édités par les libertaires français, bulgares et espagnols y sont imprimés. Un incendie a détruit l'immeuble en 1980, et il a été reconstruit ensuite.
- No 16 : y a vécu la famille Wulfman. Maurice Wulfman échappe à la rafle du 16 juillet 1942 en passant par la cave qui communiquait alors avec la rue Chapon.
- No 17 bis : porte du jardin de l'hôtel d'Hallwyll.
- No 19 (ex-no 13) : Berthet et Peret, ébénistes, y travaillèrent de 1856 à 1864. Pierre Prins et Lucienne Prins y tinrent un magasin de parapluie familial où la communarde André Léo y fut cachée lors de la fin de la Commune avant d’émigrer en Suisse[3].
- No 40 : s'y trouvait l'atelier de gravure de Charles Brennus (1859-1943), graveur du bouclier de Brennus, trophée du championnat de France de rugby à XV.
- Nos 48 et 50 : emplacement de l'église du couvent des Carmélites de la rue Chapon
- No 51 : maison de Nicolas Flamel, construite par Nicolas Flamel pour accueillir les pauvres, autrefois dite « au grand pignon ». Bâtie en 1407 et classée monument historique, il s'agirait de la plus ancienne maison de Paris. À la fin du XVe siècle, on commença à écrire, faussement, que Flamel, libraire-juré de l'Université[4] était un alchimiste qui détenait le secret de la pierre philosophale, permettant de changer les métaux en or.

Des images gravées ont été mises au jour à l'occasion de travaux récents[Quand ?]. Sur la façade de l'édifice, on peut encore lire cette inscription : « Nous homes et femes laboureurs demourans ou porche de ceste maison qui fut faite en l'an de grâce mil quatre cens et sept somes tenus chascun en droit soy dire tous les jours une paternostre et un ave maria en priant Dieu que sa grâce face pardon aus povres pescheurs trespasses Amen. »
Cette fondation pieuse comportait un mur pignon, aujourd'hui disparu. Les deux premiers étages subsistent et conservent leur décoration originelle : l'inscription gothique mentionnée plus haut, ainsi que les piliers moulurés du soubassement et les décors d'anges et de colonnettes. Sur les deuxième et cinquième piliers sont gravées les initiales « NF » en hommage au fondateur du lieu. Cette décoration semble être l'œuvre d'un graveur funéraire du cimetière voisin de Saint-Nicolas-des-Champs.
Cette maison a fait l'objet de nouvelles restaurations en juin 2007 et est de nos jours un restaurant. Elle était jadis occupée par deux boutiques.
Située dans le quartier Beaubourg, non loin du Centre national d'art et de culture Georges-Pompidou, et comptant de nombreux immeubles anciens de style et des hôtels particuliers, la rue de Montmorency accueille aujourd'hui des galeries d'art contemporain.

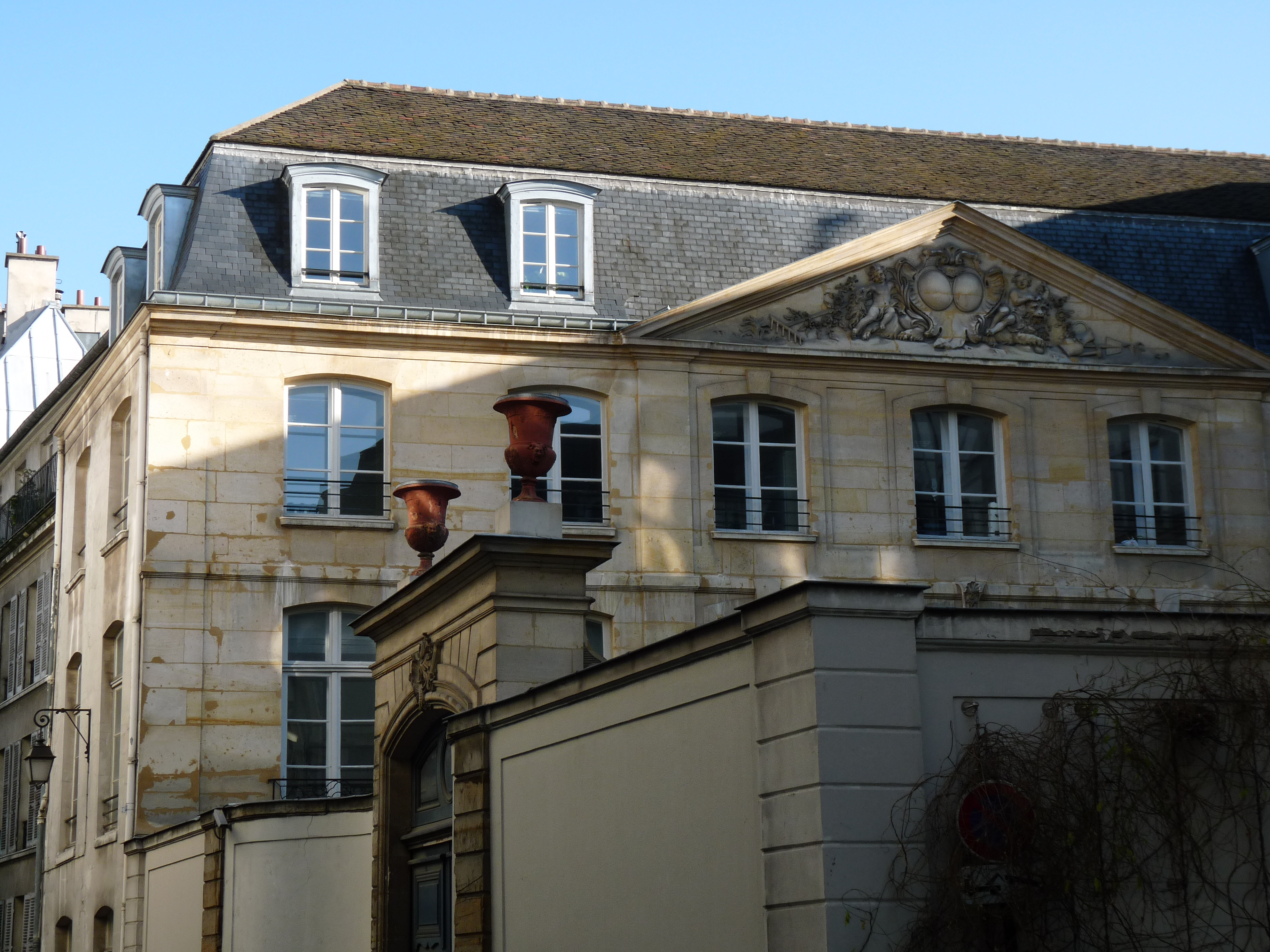
No 5 : l'hôtel Thiroux de Lailly (anciennement hôtel de Montmorency).
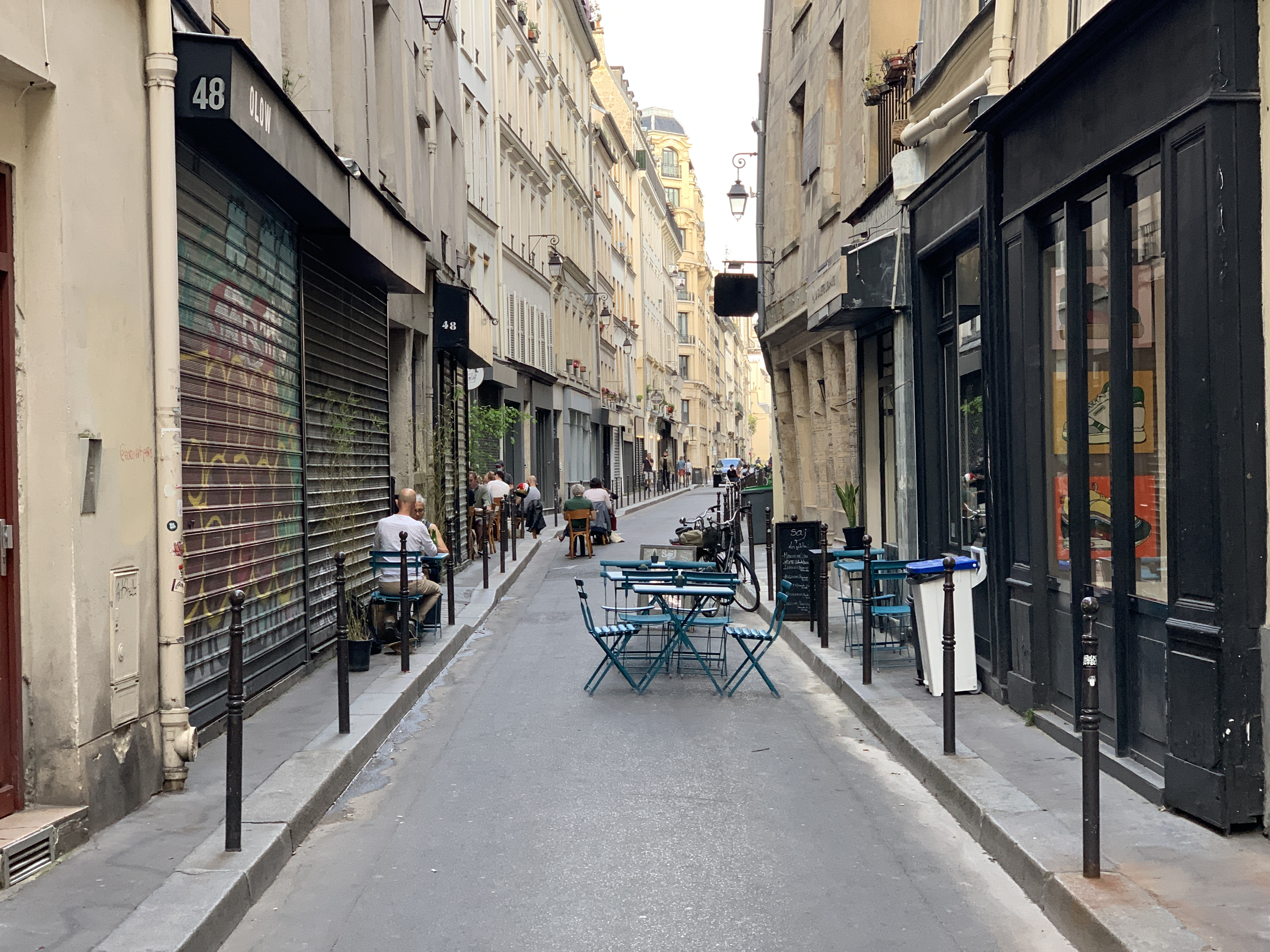
Vue de la rue en 2021.
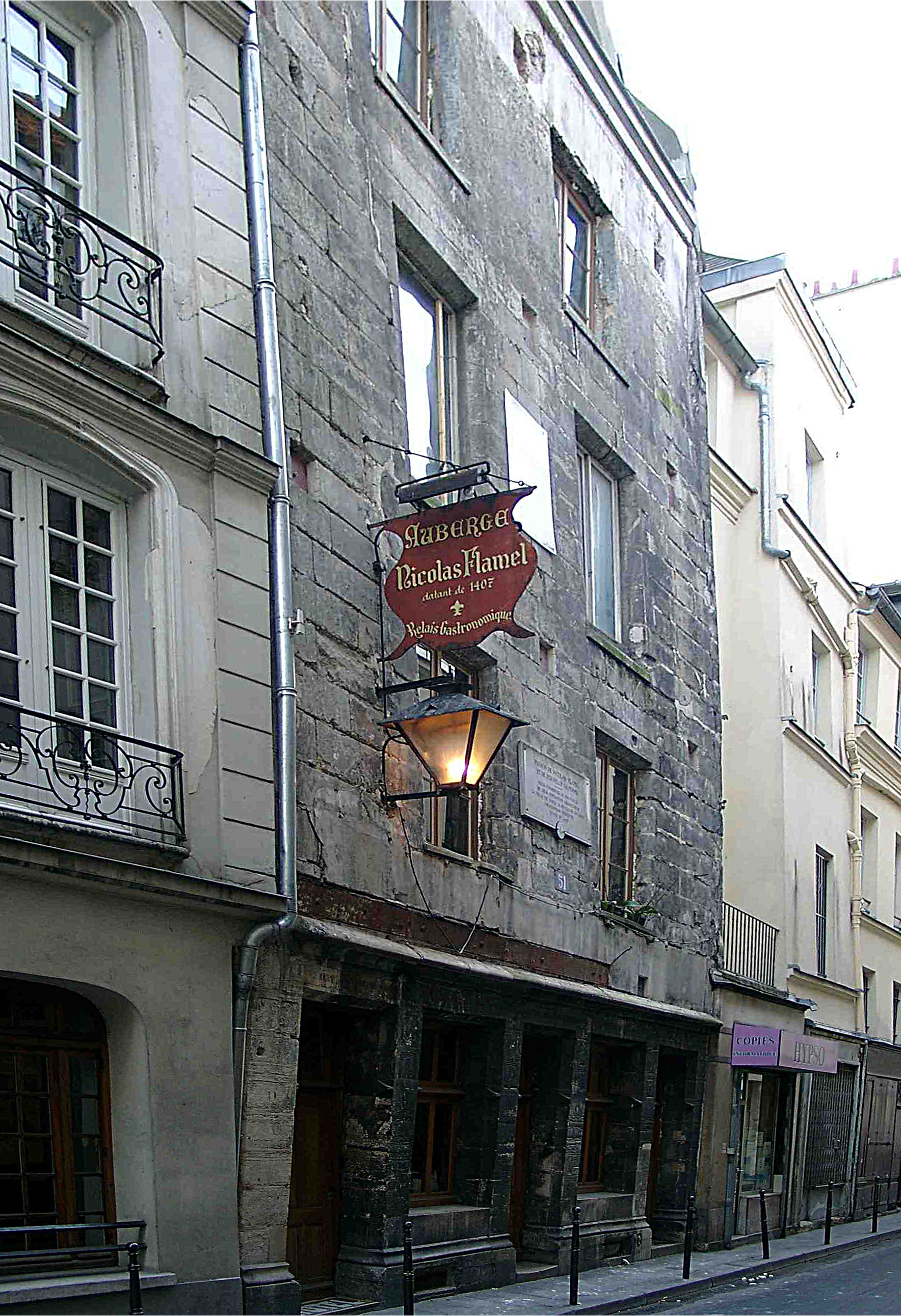
No 51 : la maison de Nicolas Flamel.

### Dans la fiction
- Des scènes du film Et soudain, tout le monde me manque (2010) de Jennifer Devoldère ont été tournées aux 41 et 43, rue de Montmorency (galerie Anne de Villepoix).
- Le roman Rhum de Blaise Cendrars a pour cadre une fonderie de briques au 14, rue de Montmorency.
- La plupart des films de Joseph Morder ont comporté au moins une scène au no 6, parmi lesquels L'Épicier en 1972, avec l'épicier Anser et l'acteur algérien Mohamed Zineh, Casa Morales, La Reine de Trinidad.

### Iconographie
- Charles Lansiaux, La Maison de Nicolas Flamel, 1916, photographie, Département d'histoire de l'architecture et de l'archéologie de la Ville de Paris/Commission du vieux Paris.

## Sources
- Archives Morlock - Forum des images.
- Napoléon Chaix, Paris guide, 1807, Librairie internationale.
- Jacques Hillairet, Dictionnaire historique des rues de Paris, Paris, Les Éditions de minuit, 1972, 1985, 1991, 1997, etc. (1re éd. 1960), 1 476 p., 2 vol.  [détail des éditions] (ISBN 2-7073-1054-9, OCLC 466966117).
- Le Maitron, dictionnaire biographique du mouvement ouvrier, notice « Maurice Wulfman ».